# Björn Kjellman
John Björn Sture Kjellman (født 4. juni 1963) er en svensk skuespiller og sanger. Han vandt i år 2000 en Guldbagge for bedste mandlige hovedrolle i spillefilmen Det store gennembrud (1999). Han har også medvirket i film som Brødrene Mozart (1986), Hip Hip Hurra! (1987), Lærerinden (1995) og Hånden på hjertet (2000).
I 2006 deltog Björn Kjellman i Melodifestivalen med sangen “Älskar du livet”, der endte på en niendeplads.

## Udvalgt filmografi
- Jane Horney (tv-serie, 1985)
- Brødrene Mozart (1986)
- Hip Hip Hurra! (1987)
- Råttornas vinter (1988)
- Skytsenglen (1990)
- Joker (1991)
- Den gode vilje (1992)
- Sort Lucia (1992)
- Chefen fru Ingeborg (tv-serie, 1993)
- Frihedens skygge (tv-serie, 1994)
- Bara du & jag (1994)
- Lærerinden (1995)
- Adam & Eva (1997)
- Skærgårdsdoktoren (tv-serie, 1998)
- Det store gennembrud (1999)
- Hundehotellet (animationsfilm, 2000)
- Pelle Haleløs og den store skattejagt (2000)
- Hånden på hjertet (2000)
- Så hvid som sne (2001)
- Klassefesten (2002)
- Se til venstre, der er en svensker (2003)
- Ketchup-effekten (2004)
- Vidunderlig og elsket af alle (2007)
- Oskar, Oskar (2009)
- Fire år til (2010)
- Nobels testamente (2012)
- Sverige er fantastisk (2015)
- Tordenskjold & Kold (2016)
- Fortidens spor (tv-serie, 2017)
- Honour (tv-serie, 2019-2022)
- Kærlighed og anarki (tv-serie, 2020-2022)
- Gøta Kanal 4 (2022)
- Alt og Eva (tv-serie, 2024)